# The Slip
The Slip är  Nine Inch Nails sjunde studioalbum, utgivet den 22 juli 2008. Det producerades av frontfiguren Trent Reznor tillsammans med de sedan länge medarbetande producenterna Atticus Ross och Alan Moulder. Albumet släpptes kostnadsfritt under en Creative Commons-licens (BY-NC-SA), med ett meddelande från Reznor; "this one's on me" (ung. "den här bjuder jag på"). The Slip släpptes ursprungligen digitalt via Nine Inch Nails officiella webbplats utan någon föregående reklam eller marknadsföring. Två månader efter lanseringen utkom även en fysisk version i begränsad upplaga mot betalning.

## Låtlista
Alla låtar är skrivna och komponerade av Trent Reznor. 
| Nr  | Titel                    | Längd |
| --- | ------------------------ | ----- |
| 1.  | 999,999                  | 1:25  |
| 2.  | 1,000,000                | 3:56  |
| 3.  | Letting You              | 3:49  |
| 4.  | Disipline                | 4:19  |
| 5.  | Echoplex                 | 4:45  |
| 6.  | Head Down                | 4:55  |
| 7.  | Lights in the Sky        | 3:29  |
| 8.  | Corona Radiata           | 7:33  |
| 9.  | The Four of Us Are Dying | 4:37  |
| 10. | Demon Seed               | 4:59  |

### Limited Edition Bonus DVD
Live From Rehearsals June 2008:
1. "1,000,000" (Live)
2. "Letting You" (Live)
3. "Discipline" (Live)
4. "Echoplex" (Live)
5. "Head Down" (Live)

## Listplaceringar
| Lista (2008)                | Topplacering |
| --------------------------- | ------------ |
| The Slip                    |              |
| Billboard 200               | 13           |
| Top Internet Albums         | 13           |
| Australiska albumlistan     | 2            |
| Kanadensiska albumlistan    | 12           |
| Finländska albumlistan      | 24           |
| Tyska albumlistan           | 33           |
| Norska albumlistan          | 38           |
| Schweiziska albumlistan     | 35           |
| Brittiska albumlistan       | 25           |
| "Discipline"                |              |
| Alternative Songs           | 6            |
| Hot Mainstream Rock Tracks  | 24           |
| iLike Libraries: Most Added | 9            |

### Fotnoter
1. ↑  Carr, Daphne (28 maj 2008). "Nine Inch Nails, Radiohead, Free Music and Creative Competition – Page 1 – Music – Los Angeles – LA Weekly" Arkiverad 26 december 2008 hämtat från the Wayback Machine.. LA Weekly. Läst 21 juli 2013.
2. 1 2 3 4 5  ”allmusic; Nine Inch Nails - Charts & Awards”. Allmusic. http://www.allmusic.com/artist/nine-inch-nails-mn0000351733/awards.
3. ↑   ”Nine Inch Nails Australian Charting”. Australian-charts.com Hung Medien. http://www.australian-charts.com/showitem.asp?interpret=Nine+Inch+Nails&titel=The+Slip&cat=a.
4. ↑  ”Nine Inch Nails Finnish Charting”. finnishcharts.com.  Hung Medien. http://finnishcharts.com/search.asp?cat=a&search=Nine+Inch+Nails. Läst 17 augusti 2009.
5. ↑  ”Nine Inch Nails Germany Chart history” (på tyska). Musicline.de.  PhonoNet Ltd. http://www.musicline.de/de/chartverfolgung_summary/artist/Nine%20Inch%20Nails/?type=longplay. Läst 17 augusti 2009.
6. ↑  ”norwegiancharts.com–Nine Inch Nails discography”. norwegiancharts.com.  Hung Medien. http://norwegiancharts.com/showitem.asp?interpret=Nine+Inch+Nails&titel=The+Slip&cat=a. Läst 19 augusti 2009.
7. ↑  ”Nine Inch Nails Swiss Charting” (på tyska). hitparade.ch.  Hung Medien. http://hitparade.ch/search.asp?cat=a&search=nine+inch+nails. Läst 19 augusti 2009.
8. ↑   The Official UK Albums Chart for the week ending 9 August 2008. "363". IQ Ware Ltd. sid. 5–8.
9. ↑  ”Discipline”. Billboard.  Nielsen Company. 12 maj 2008. Arkiverad från originalet den 25 maj 2012. https://archive.is/20120525145441/http://www.billboard.com/song/nine-inch-nails/discipline/11148252%23/song/nine-inch-nails/discipline/11148252. Läst 15 september 2009.